# Don Draper
Donald Francis "Don" Draper (nacido como Richard Whitman) es un personaje de ficción y el protagonista de la serie de televisión de AMC, Mad Men, interpretado por el ganador del Globo de Oro en 2008, Jon Hamm. En la serie, es presentado como el carismático pero enigmático director creativo de la firma de publicidad Sterling Cooper de Manhattan. Luego se convirtió en socio fundador de una nueva empresa, Sterling Cooper Draper Pryce, después de que él y sus superiores abandonaron su antigua agencia antes de una adquisición no deseada. A pesar de su éxito, está plagado de varios problemas personales, incluidos problemas de identidad y alienación social, en parte debido a su difícil pasado. Sus desarrollos personales y profesionales en el programa se sitúan frecuentemente en contraposición a los acontecimientos sociales, políticos y económicos más amplios de la década de 1960.
El personaje de Draper se basa parcialmente en Draper Daniels, director creativo de la agencia de publicidad Leo Burnett en Chicago en la década de 1950, que creó la campaña Marlboro Man. Sin embargo, algunas de las técnicas de publicidad de Don Draper y logros profesionales se basan en las de Rosser Reeves, quien saltó a la silla de la agencia Ted Bates.
En 2009, Ask Men llamó a Draper el hombre más influyente del mundo, por delante de figuras de la vida real. Además, Comcast le enumera entre personajes más intrigantes de la televisión.Don Draper es ampliamente considerado como uno de los personajes más grandes e icónicos. en la historia de la televisión y Jon Hamm recibió elogios universales por su actuación.

## Biografía del personaje
Advertencia: esta sección contiene detalles de la trama y el argumento.
La mayoría de los personajes de la serie saben poco o nada de la historia de Draper y su verdadera identidad; Harry Crane comenta en el episodio 3 de la serie, "¿Draper? ¿Quién sabe algo de ese tipo? Nadie ha podido levantar esa roca, todavía. Debe ser Batman por lo que sabemos". Las pistas se dan a través de flashbacks, confesiones, y visitas clandestinas a figuras de su pasado.

### Guerra de Corea
Lo que al principio es un misterio -la verdadera identidad de Don Draper- se resuelve a lo largo de la serie. El verdadero nombre del protagonista es Richard "Dick" Whitman que participó como voluntario en la guerra de Corea destinado a una unidad de la que sólo forman parte él mismo y su oficial en cargo (el verdadero Don Draper). Tras un accidente su oficial (Don Draper) muere y Dick decide suplantar su identidad para poder volver a casa y huir de la guerra. De esta forma, el Ejército da por muerto erróneamente a Dick.
Tras regresar a Estados Unidos decide salvaguardar su nueva identidad y le esconde la verdad a sus familiares más cercanos, que reciben la noticia y lo dan por muerto en la guerra.

## Personalidad
Don Draper se caracteriza por ser un ser narcisista, mujeriego y un tanto misántropo. Ajusta su código ético - moral a cada situación, según lo que más le convenga, sin embargo es un hombre encantador, de una profunda inteligencia y dedicación a su trabajo. Es un ser lleno de contradicciones, atormentado por un pasado pobre y miserable, que sin embargo, siempre vuelve a sus raíces.
Otra característica que lo define es el nihilismo.

## Draper y mujeres
Don Draper es un personaje de apariencia agradable, y atractivo a las mujeres, a lo largo de la historia se enfrenta a dilemas éticos y morales con respecto a las relaciones en su vida, desde sostener una estabilidad con su esposa hasta los distintos sentimientos despertado por sus amantes.
Algunas de las más conocidas dentro de la vida del personaje son:
La perfecta: Betty Draper / Betty Francis.(exesposa - Madre de sus 3 hijos). La artista: Midge Daniels. La clienta: Rachel Menken. La mujer de negocios: Bobbie Barret. La parvularia: Suzanne Farrell. La casi Betty: Bethany Van Neuys. La secretaria: Allison. La señora de los estudios: Dra. Faye Miller.